# Dějiny Slovinska
Tento článek pojednává o dějinách dnešního Slovinska od pravěku po současnost.

## Pravěk a starověk (5000 př. n. l. – 5. století)
Středozemní oblast, kam řadíme i území Slovinska, byla osídlena zemědělskými kmeny již v 5. tisíciletí př. n. l. První ucelenější informace o životě v této oblasti pocházejí z období rozkvětu Římské říše (2. a 1. století př. n. l.), pod kterou v této době spadá i území dnešního Slovinska. Římané tuto oblast postupně osídlují od pobřeží směrem do vnitrozemí, na sever, na východ, kde zakládají své vojenské osady. Z tohoto období pochází celá řada významných sídel (např. Zemono – rozlehlý vojenský tábor ve Vipavské dolině a vojenský tábor, později osada Emona na jihovýchodě dnešního hlavního města Lublaně). Na území dnešního slovinského pobřeží, v blízkosti Sečovlje, byly jedny z nejrozsáhlejších salin, které zásobovaly solí velkou část Římské říše, dokonce větší část produkce končila přímo v Římě. Společně s úpadkem Římské říše v 3. a 4. století dochází i k snižování významu a vlivu Římské říše na území Slovinska, až k definitivnímu opuštění římských osad v průběhu 4. a 5. století. 

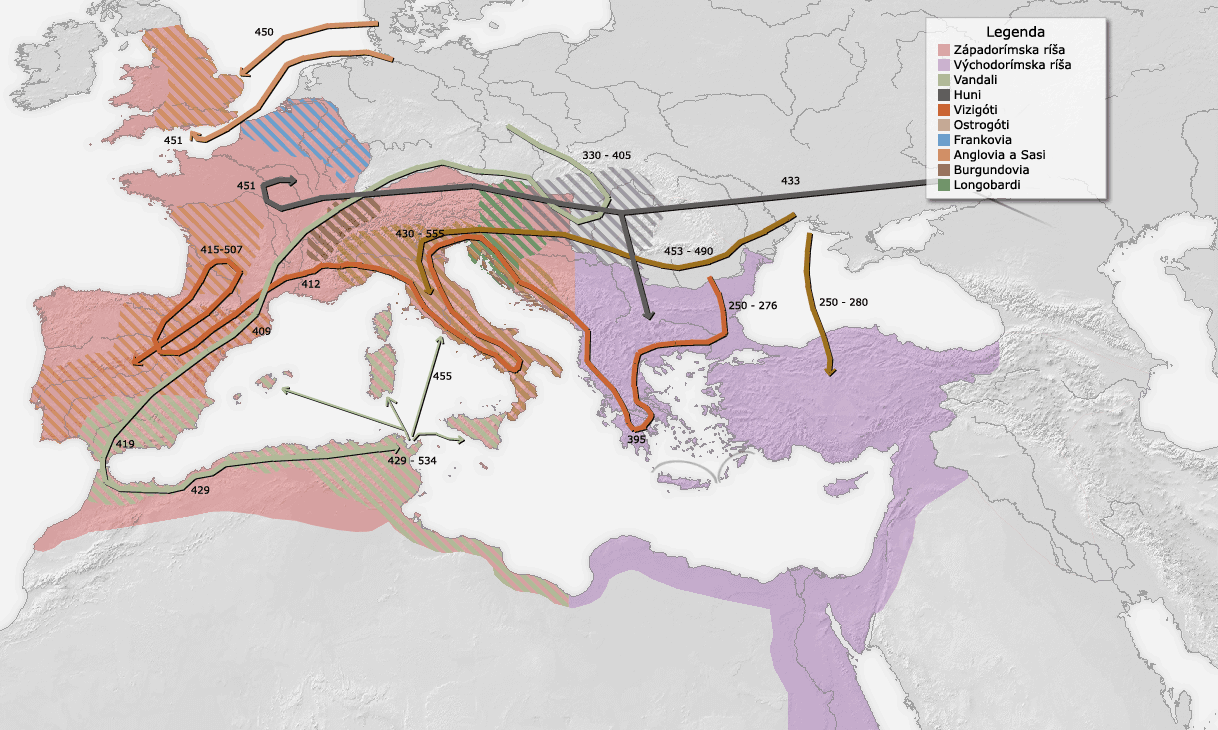
Mapa Evropy při stěhování národů.

## Středověk (550–1500)

### Raný středověk (550–10. století)

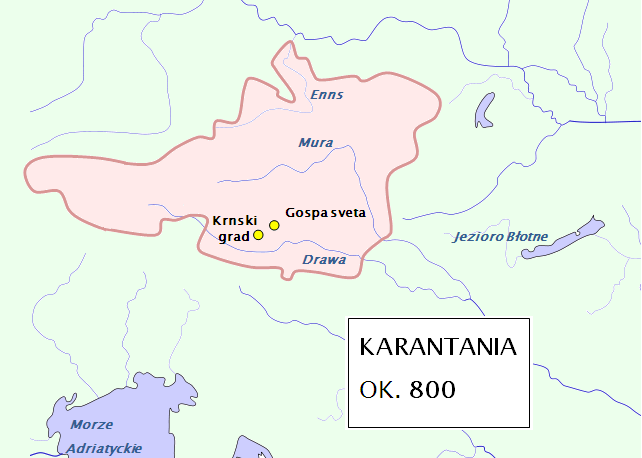
Karantánie.

Kolem roku 550, v rámci 2. vlny stěhování národů se předkové Slovinců posouvají přes Moravu k Dolnímu Rakousku a společně s předky Čechů osídlují od Čech přes Rakousko, Maďarsko až po jih dnešního Slovinska. Na tomto osídlovaném území, především v jeho západní části, pak dochází k častým střetům nejprve s Bavory a později s Avary přicházejícími od východu. Po porážce Bavorů v roce 593 a útoku na Istrii v roce 598 se Slovanům otevírá možnost postupu jak na východ tak na západ. V tomto období také vznikají předpoklady pro vznik státních celků. Prvním je Sámova říše (628–658), kmenový svaz, ke které se kolem roku 626 připojují i "Slovinci" žijící na horní a dolní Drávě. Po zániku Sámovy říše kmeny západních Slovanů vytvářejí útvar spolu se slovanským vévodstvím Karantánským, s centrem v současných rakouských Korutanech (Gosposvetsko polje). V 8. století sílí vliv Franské říše. Frankové postupují směrem na východ, podmaňují si Bavory a kolem roku 750 se dostávají na slovinské území. S jejich příchodem se slovinské území dostává do sféry západního vlivu. Začíná probíhat proces feudalizace, zavádí se lenní řád. Své místo si buduje a upevňuje katolická církev. V roce 811 je území Karantánců rozděleno na dvě centra na úrovni arcibiskupství: salcburské a akvilejské. Slované jsou pokřtěni a pozvolna ztrácejí svou nezávislost. V průběhu 8. a 9. století Frankové postupně ovládají všechna teritoria Slovinců. Po neúspěšném povstání proti franské nadvládě, které vede Ludovit Posávský, dochází k odstranění domácích knížat a kosezů a na jejich místa se dostávají přívrženci Franské říše, především bavorští šlechtici. Slovinsko tak ztrácí svou privilegovanou vrstvu, která by mohla vybudovat podmínky pro státotvorné uspořádání. Sociální těžiště se přenáší na neprivilegované vrstvy.

### Vrcholný a pozdní středověk (10. století–1500)
V souvislosti s rostoucím vlivem křesťanství je jazyk nižších vrstev, Slovinců stále více užíván pro účely náboženské. Na objednávku biskupa Abraháma vznikají Frizinské památky (Brižinski spomeniki), které sloužily jako liturgická pomůcka. Pojmenovány jsou podle místa nalezení v bavorském Freisingu a doba jejich vzniku se datuje někde na přelomu 10. a 11. století. Jedná se o nejstarší slovanský text psaný latinkou, karolinskou minuskulou. Tyto památky obsahují tři slovinské texty: vzorec všeobecné zpovědi, krátké kázání o hříchu, pokání a zpovědní modlitbu. Přibližně ve stejné době dochází k rozpadu Karantánie. Vznikají nové státy na úrovni markrabství (Podrávské markrabství – okolí Ptuje, Kraňské markrabství, Istrijské markrabství). V čele těchto celků jsou hrabata či markrabata podřízená vyšší autoritě (císař apod.). V 11. až 12. století se formují základní slovinské jednotky vzniklé spojením menších územních celků: Kraňsko, Korutany a Štýrsko, které zůstávají stabilizované až roku 1918. V této době je tedy slovinské teritorium v rukou cizích šlechtických rodů, jako jsou např. Babenberkové, kteří vládnou ve Štýrsku až do roku 1246.[zdroj?] Na scénu vstupuje český král Přemysl Otakar II., který vládne v letech 1261 až 1276 (roku 1261 získal Štýrsko a v roce 1271 připojuje ke svému panství také Korutany a Kraňsko). Zde se podruhé potkávají Češi a Slovinci v rámci jednoho státního útvaru (prvním byla Sámova říše).
O slovinské území jeví značný zájem i právě expandující rod Habsburků. V roce 1276 přemyslovské državy v alpských zemích získává Rudolf Habsburský. Habsburkové se stávají rozhodující panovnickou dynastií a postupně povyšují slovinské země na vévodství a začleňují je do starorakouského prostředí. O podobný proces jako Habsburkové se pokoušejí v první polovině 14. století i Celjská hrabata (šlechtický titul jim udělil Karel IV.). V roce 1333 získávají Celje, které se stává jejich rezidencí. V průběhu 14. a 15. století je tento rod na vzestupu, získává různá léna v Kraňsku, Korutanech, Přímoří, což vážně narušuje soudržnost Habsburků. V roce 1341 získávají hraběcí titul a stávají se nejmocnějším rodem ve slovinských zemích. Roku 1355 Habsburkové pod svou vládu Lucemburků (Heřman II. Celjský zachránil život Zikmunda Lucemburského v bitvě u Nikopole). Se smrtí Zikmunda v roce 1437 Celjská hrabata tuto podporu ztrácí. Oldřich II. Celjský se účastní expanze do Uher, vstupuje do zápasu o uherský trůn, dostává se do sporu s Janem Hunyadym, což Oldřicha II. stojí život. Roku 1456 tak Celjská hrabata vymírají po meči a jejich državy ve slovinských zemích získávají Habsburkové. Smrtí posledního z celjských hrabat se ze slovinského prostoru ztrácí zastoupení domácí šlechty a tím i zásadní možnost ovlivnění politické situace ve prospěch slovinského etnika, které tvoří převážně poddaní a částečně nižší šlechta bez většího politického vlivu. Opakuje se stejná situace jako v 9. století (ztráta privilegované vrstvy).[zdroj?] Přestože se nejednalo o slovinský stát, stalo se celjské hrabství významnou součástí slovinské interpretace dějin, o čemž svědčí i začlenění tří hvězdiček, erbovního znamení celjských hrabat, do současného státního znaku Republiky Slovinsko.

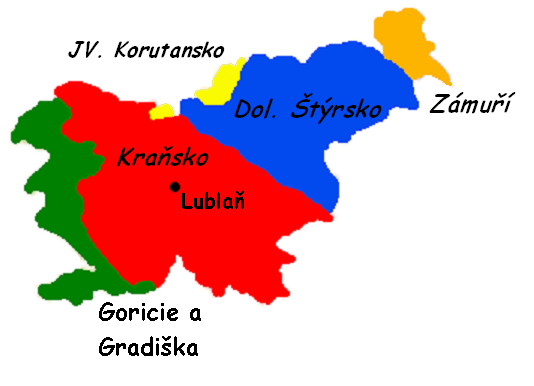
Historická území Slovinska.

Podíváme-li se na hlavní středověké slovinské země Kraňsko, Štýrsko a Korutany z hlediska etnického osídlení, jednoznačnou převahu zde má etnikum slovinské, tvořené, jak již bylo výše zmíněno, poddanými a v menší míře nižší šlechtou. Tento stav trvá až do 18. století, do vytvoření měšťanstva.
Vrstva poddaných je, stejně jako v českých zemích, nesvobodná, má povinnost roboty (tlaka). Panství je organizováno na stejném principu, jaký známe z českých zemí té doby. V čele stojí hejtman (oskrbnik) a příslušný aparát: písař (grajski pisar) a úřednictvo (valpet). Vesnickou samosprávu zastupuje rychtář (župan). Soudní pravomoc si udržuje vrchnost, až na výjimku práva hrdelního, které je vyhrazeno panovníkovi. Ve 13. století dochází k oživení městského života. V té době je založena většina nových slovinských měst, která vznikají převážně na obchodní cestě Vídeň–Terst–Benátky. Struktura obyvatelstva ve městech je národnostně pestrá. Obchodníci jsou Němci nebo Italové (v Přímoří). Řemeslnictvo a nižší vrstvy tvoří Němci a Slovinci. Ve finanční sféře dominují Židé. Úředním jazykem je němčina. V čele města stojí rychtář – městský soudce (mestni sodnik), zpočátku jmenován pánem, později volen měšťany. V přímořských městech rozhoduje právo italské.
Během 12. a 15. století dochází k odcizení velkého území, slovinské teritorium se zmenšuje, což má neblahý dopad na kulturu. Kulturní centra, jako je Gosposvetsko polje, zůstávají za hranicemi a území, která zůstávají slovinská, se ocitají bez center kulturního života. Na nižší úrovní úlohu střediska kultury pak přebírají kláštery (působí zde 11 řádů, celkem cca 35 klášterů), kde dochází ke slovenizaci jejich obyvatel, jež se stávají nositeli domácí kultury a vzdělání. Zde také vznikají písemné památky z tohoto období, psané latinsky. Ve druhé polovině 14. století a v 15. století se začíná v klášterních rukopisech uplatňovat i slovinština. Slovinské texty například nalezneme ve Styčenském rukopise (Stični rokopis), jehož autorem je pravděpodobně Čech (katolík), který se sem uchýlil z husitských Čech. Jinak se slovinština prosazuje hlavně v běžném hovoru. Německý jazyk však stále zůstává jazykem vyšších vrstev, v psaném projevu vytlačuje latinu (s výjimkou italských území). Od 14. století vznikají populární, německy psané kroniky, jako jsou Štýrská rýmovaná kronika Jakoba Unresta, nebo anonymní Celjská kronika (oslava Celjských hrabat).

## Novověk (1500–1914)

### Raný novověk (1500–1789)

#### 1500–1700
Rokem 1500 ve slovinských zemích končí kolonizace, plánované stěhování větších skupin obyvatelstva na dosud neosídlení území. V této době je vytvořena slovinská etnická hranice, která se do dnešního dne téměř nezměnila. Na území cca 24 000 km² v 15. a 16. století žijí vedle cizorodého německého obyvatelstva a šlechty převážně Slovinci, maximální počet obyvatel dosahoval půl miliónu.
V 15. a 16. století se ve slovinských zemích rozvíjí raný kapitalismus. Kapitalistická výroba se nejvíce uplatnila v železářství a těžbě rud. Nejbohatší obchodníci se stávají majiteli železných hutí. Některé společnosti, především ty, které pracovaly pro vojenské potřeby (slévárna děl v Celji, sklárna v Lublani) se rozvinuly v manufakturní výrobu. Investory byli převážně cizinci z jižního Německa (s výjimkou Klagenfurtu a Terstu). Jejich vliv významně narůstá po vyhnání Židů z vnitřních rakouských zemí. V důsledku strachu před zvyšujícím se vlivem cizí konkurence domácí měšťanstvo (jde obzvláště o řemeslníky s menším kapitálem) zakládá cechy a tím utvrzuje feudální smýšlení. Protože zemědělci byli soběstační, většinu zákazníků řemeslníků tvoří měšťané a panstvo. Cechy tak začínají omezovat počet mistrů a požadují delší výuční dobu. Jednotlivá města mezi sebou bojují za svá obchodní práva (např. válka o víno mezi Mariborem a Ptujem).
Hospodářský rozvoj má velký vliv také na život na venkově. Zemský pán potřebuje více peněz, aby udržel svou životní úroveň, neboť mu konkurují bohatší měšťané (nižšího stavu). Proto správce požaduje od svých poddaných peněžní daň. Z toho důvodu jsou poddaní přinuceni začít prodávat své produkty v nejbližším městě, nebo i dále. V prvním případě se stávají konkurencí pro měšťany, kteří volají po omezení obchodování se zemědělskými produkty, v druhém případě se pak poddaní čím dál tím více vymaňují z vlivu zemského pána. Spor měst a venkova o omezení obchodu se zemědělskými produkty končí smlouvou mezi šlechtou a městy (Kraňsko 1492). Podle této smlouvy dochází k jistým omezením zemědělského řemesla a obchodu v okolí měst a tržišť, jinak je však zemědělský obchod obchodem svobodným. Někteří poddaní opouští zemědělství a odchází za prací do hutních společností nebo věnují domácímu řemeslu. Postavení poddaných se dále zhoršuje vlivem vpádů Turků, které jsou důvodem dalšího zvyšování daní. Kromě finančních povinností má poddaný povinnost zúčastnit se výstavby městských opevnění a navíc si zajistit svou obranu výstavbou táborů.
Všechny tyto výše uvedené vnitřní i vnější důvody zhoršení postavení poddaných vedly k selským povstáním. Poddaní požadují návrat "starého práva" a rovnoprávné zapojení do hospodářského života, řemesla a obchodu. Nejvýznamnější selská povstání ve slovinských zemích byla: první korutanské povstání roku 1478, namířené proti zvyšování daní, povstalci byli poražení Turky. Druhé slovinské povstání (Kraňsko, Štýrsko a Korutany), za vlády Maxmiliána II. roku 1573, kromě sociálních požadavků se objevují i požadavky politické, povstání bylo potlačeno šlechtou. Společenské problémy tehdejší doby se projevují i ve sporech mezi katolíky a protestanty. Na nesoulad církevní organizace poukazuje nejenom obyčejný lid, ale i sama šlechta. Ze západu, převážně z německých zemí, začínají pronikat myšlenky reformace. První reformační myšlenky pronikly ke Slovincům prostřednictvím husitských exulantů a hlaholských překladů husitských traktátů. Vlastní reformace souvisí však až s Lutherovým učením. První ohnisko tohoto protikatolického hnutí na slovinském území představuje biskup Bonoma v Terstu roku 1523. Hlavními nositeli církevní reformy byli vedle zapálených duchovních především studenti (mezi rokem 1517 a 1600 dvě třetiny studentů studovaly na německých univerzitách) a přistěhovalci (horníci, vojáci a obchodníci).

#### 1600–1789
Rozeznáváme dva směry slovinské reformace: první šlechticko-měšťanský směr (hlavní představitel Primož Trubar) a druhý selsko-plebejský směr, který kromě církevní reformy požaduje také reformu společenského uspořádání.[zdroj?] Pro dějiny Slovinska má období reformace velký význam nikoliv po náboženské stránce, ale z hlediska jazyka, literatury a národní otázky. V druhé polovině 16. století je vydáno na padesát slovinských knih. Slovinský jazyk se prosazuje jako jazyk bohoslužby a v neposlední řadě se do tohoto období datují počátky spisovné slovinštiny. Pro kulturní vývoj slovinského národa nelze opominout velký význam Trubarova rozhodnutí pro užívání latinky pro samostatný slovinský jazyk, osamostatněný od chorvatštiny. Primož Trubar jako první požaduje, aby se ve školách vyučovala slovinština a slovinský katechismus.
Současně s vrcholením protestantismu nastupuje období katolické protireformace. Ústřední postavou je nový císař Ferdinand II. Hlavní oporou mu je jezuitský řád (1586, Univerzita ve Štýrském Hradci) a vedení matričních knih, které zaručovaly lepší přehled o věřících. V čele rekatolizace ve Slovinsku stáli biskupové Martin Brenner a Tomaž Hren. Myšlenky protestantismu jsou úspěšně vymýceny nejprve ve městech. Do roku 1628 se ke katolické církvi vrací i většina šlechtického stavu. Ostatní jsou přinuceni k emigraci.[zdroj?] Rekatolizace určila převažující náboženství Slovinců a zároveň vzhledem k tomu, že jezuité používali místní jazyk, přispěla k rozvoji slovinské kultury.
Dalším význačným obdobím pro dějiny slovinských zemí je období vlády Marie Terezie (od roku 1740) a posléze Josefa II. (1780–1790), známé jako období reforem (reforma státní správy, daňového systému, vojska, patent o náboženské toleranci a zrušení nevolnictví). Reorganizace školství má na jedné straně napravit nevzdělanost a být alternativou církve, na straně druhé má napomoci absolutismu, nasměrovat všechny poddané na stejné myšlení. Na nejnižší úrovni školství, v tzv. triviálních školách se uplatňuje slovinština jako vyučovací jazyk. Ve městech jsou hlavní školy, kde se vyučuje německy. Na gymnáziích, která jsou do této doby výhradně v rukou církve (jezuitský a františkánský řád), se objevují řadoví učitelé a kromě latiny je zaváděna němčina. Josef II. potlačuje moc církve a roku 1781 vyhlašuje toleranční patent (platí pouze pro vybrané církve: katolická, pravoslavná, aušpurská, helvétská). Omezuje pravomoce šlechtických stavů a do státního aparátu se dostává větší počet představitelů nižší šlechty a měšťanstva. V neposlední řadě spojuje jednotlivé územní celky do větších územních jednotek. Tyto reformy umožnily pronikání osvícenských myšlenek, jejichž nositeli jsou zpočátku převážně příslušníci nižšího duchovenstva. Na rozdíl od svých předchůdců nevěnují pozornost jen náboženské literatuře, ale i literatuře určené pro potřeby širokých vrstev. Přes všechny reformy převládá v Rakousku stále ještě feudalismus. Rakousko je na cestě k modernímu měšťanskému státu.

### Vrcholný novověk (1789–1914)
Koncem 18. století v Evropě sílí strach před liberálními myšlenkami francouzské revoluce. V roce 1790 nastupuje na trůn Leopold II., a tím končí období reforem. V roce 1792 ho v čele monarchie střídá František I., který zavádí tvrdý policejní aparát. Je zřízena cenzura a opět se posiluje moc státního aparátu. Ve Slovinsku sílí strach a odpor proti německému vlivu (germanizaci). Představitelé národního hnutí se rekrutují z řad řídké inteligence a měšťanů. Obrozenci omezují svou činnost hlavně na pozdvihnutí domácího jazyka a literatury.
Období mezi rokem 1809 a rokem 1813 se nazývá obdobím Napoleonových Ilyrských provincií. Ač mají krátkého trvání, jde o jeden z mezníků slovinské historie. Napoleon Bonaparte přináší myšlenky nového společenského uspořádání (heslo: volnost, rovnost, bratrství) a zavádí je i na obsazeném území Habsburské monarchie. Slovinština vyrůstá právě na základě zkušenosti z Ilyrských provincií (Slovinsko je jedním z mála států, kde je mimo Francii Napoleon oslavován – socha Napoleona v Lublani).[zdroj?]
V roce 1813 Rakousko obsazuje Ilyrské provincie a přebírá vládu. V letech 1814 a 1815 probíhá Vídeňský kongres, který navrací staré feudály na trůn. V Rakousku je vybudována hustá policejní síť, brojí se proti jakýmkoli náznakům národních kvasů, liberálních myšlenek. Hlavní postavou tohoto období je kníže Metternich. Hlavní oporou absolutismu je šlechta, vojsko a církev. Rakousko zavádí politiku nedůvěry a nenávisti mezi jednotlivými národy monarchie. Je vyvíjen tlak na povinné vzdělání obyvatelstva z důvodu rozvoje průmyslu a státu, avšak na druhé straně je potřeba udržet lid v poslušné nevědomosti. Opět se zavádí triviální systém škol. Časopisy a noviny vychází pouze v němčině. Pokusy o slovinské noviny ztroskotaly na cenzuře. Vyhlášky jsou psány slovinsky, ale oficiálním jazykem je němčina a italština.

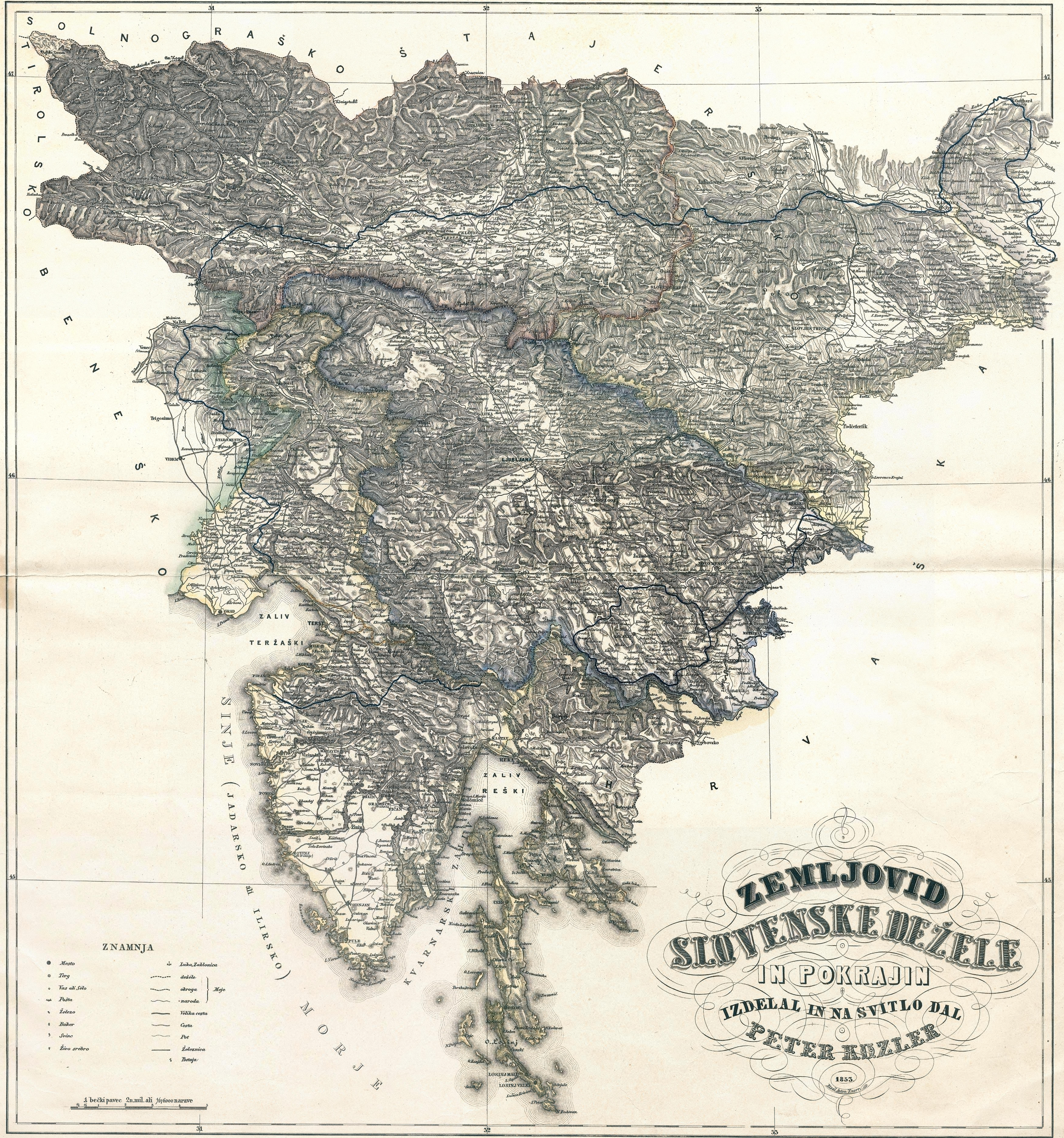
Mapa Slovinska vytvořena roku 1848 a publikována roku 1853.

V 30. letech 19. století se jako obrana proti sílící germanizaci šíří myšlenky charvátského ilyrismu, jehož základem je Kollárova teorie čtyř slovanských národů (ruský, polský, český, ilyrský = jihoslovanský). Toto hnutí postupně nabývá podoby politického hnutí. Ústřední myšlenkou je spojení Slovanů v rámci monarchie a společné prosazování politických požadavků.[zdroj?] Protože by však pro Slovince znamenalo vzdát se vlastního jazyka a výhledově splynout s Chorvaty, většina slovinské inteligence jej odmítla, našel však i své zastánce, jako byl spisovatel Stanko Vraz. Při formování svébytného národa představovalo problém také silné zemské vědomí, které bylo často nadřazeno národnímu, zejména v jižních Korutanech.
Sílící národní hnutí jednotlivých národů habsburské monarchie vrcholí revolučním rokem 1848. Přestože se revoluční bouře nevyhnuly ani slovinskému území[zdroj?], proběhly tam mírně. V Lublani se konají manifestace, kde dochází k ničení budov rakouské správy. Slovinci se deklarují jako jeden národ a volají po stejných právech v rámci monarchie jako mají Němci. Požadují vytvoření slovinského království v rámci Rakouska a na území s převahou slovinského obyvatelstva má být úředním jazykem slovinština. Matija Majar Zilský dokonce zveřejňuje mapu Slovinského království na základě etnických hranic.[zdroj?] Protože navrhoval federalizovat celé Rakousko, postavily se proti němu jiné menšinové národy včetně Čechů, pro něž bylo rušení historických hranic v rozporu s jejich nároky. Z tohoto ideového programu, nazývaného „Slovenija“ se nakonec nic nerealizovalo, ale tyto myšlenky jsou velice nosné a do jisté míry se realizují po první světové válce v rámci Jugoslávie.
V době Bachova absolutismu se v 60. letech formuje slovinský politický život, proti sobě stojí konzervativní staroslovinci (představitel Bleiweis) a liberální mladoslovinci (představitel Levstik). Dále vzniká řada různých kulturních organizací, sportovních spolků (Slovenska matica 1864, Južni Sokol 1863 – po vzoru českého Sokola), rozvíjí se čítírenské hnutí (základna slovinské inteligence).
Po prusko-rakouské válce probíhala jednání s ostatními slovanskými národy monarchie, ale spolupráce s nimi byla pro Slovince zklamáním, protože neúspěšně navrhovaná federace počítala pouze s Čechy, Poláky a Chorvaty.
Po překonání rozporů se v roce 1867 Slovinci sdružili pod společným politickým programem, který slavil ve volbách do zemského sněmu velký úspěch.
I přes větší politickou svobodu, obzvláště po nastoupení dualismu, stále pokračuje hospodářský a národní útlak neněmeckých národů v rámci monarchie. Do popředí se znovu dostávají myšlenky ilyrismu, ale i austroslavismu a panslavismu.[zdroj?] Zatímco v Předlitavsku měli Slovinci relativně příznivé podmínky, v Zámuří připadlém k Zalitavsku čelili silné maďarizaci.
Na přelomu 19. a 20. století byli Slovinci již jednoznačně zformovaným národem, žijícím většinově na vesnicích a pracujícím převážně v zemědělství. V souvislosti se zvyšujícím se počtem obyvatel docházelo k výrazné emigraci, podle odhadů se od 80. let 19. století do první světové války vystěhovalo 300 tisíc Slovinců, což představovalo třetinu národa (cílem byly především Spojené státy, ale také Jižní Amerika a západní Evropa). Do určité míry se slovinština používala ve školství, byť nebyla založena požadovaná univerzita, a na úřadech (v Kraňsku se stala vnějším úředním jazykem). Jinojazyčné spolky se snažily se o odnárodňování slovinského území.[zdroj?] Na obranu Slovinci založili Společnost Cyrila a Metoděje. V čele politického života stála klerikální strana, v roce 1905 přejmenovaná na Slovinskou stranu lidovou, pod vedením extremisty, advokáta Ivana Šusteršiče. Dělnickou třídu zastupuje Jihoslovanská sociálně-demokratická strana (založena v roce 1896). Mladí reprezentanti obou slovinských buržoazních stran (klerikální a liberální) se pokoušejí o oživení zkostnatělé politiky. U klerikálů jde o začleňování myšlenek křesťanského socialismu, v rámci liberálů pak o myšlenky obrozenství.

## Moderní dějiny (1914–současnost)

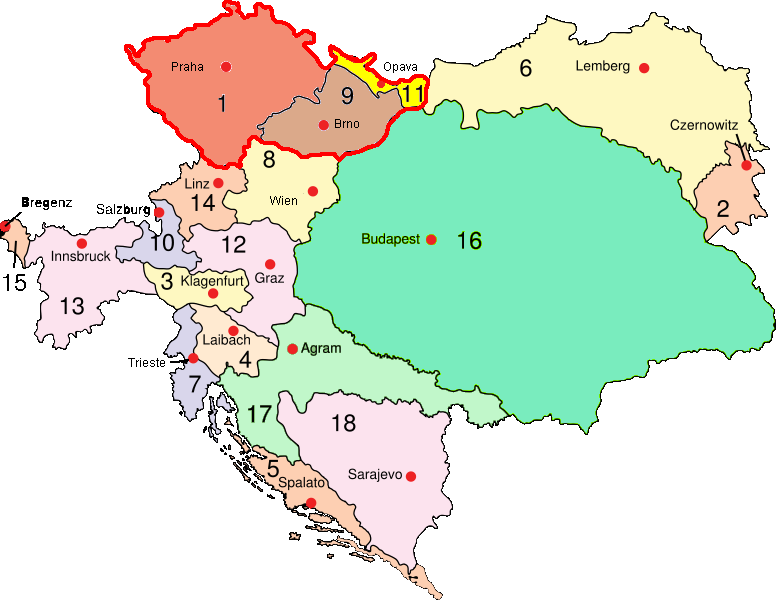
Mapa Rakousko-Uherska v roce 1910.

### První světová válka – meziválečná doba (1914–1939)
Ještě před vypuknutím první světové války se vídeňský dvůr snaží zachránit národnostně rozdrobené Rakousko-Uhersko návrhem trializmu, což je svaz tří zemí – Rakouska, Uherska a státu rakouských Jihoslovanů. Za první světové války Slovinci bojují, stejně jako Češi, v armádě Rakouska-Uherska. Slovinci jsou v těžké situaci. Nejenže si válku nepřejí, ale ani z ní nemohou nic získat. Naopak v případě vítězství Trojspolku hrozí rozdrobení slovinského území. Nejvíce Slovinců bojovalo ve třetí divizi se sídlem ve Štýrském Hradci (Grazu). Zpočátku slovinské pluky bojovaly na ruské frontě a na jaře 1915 byly přesunuty na Sočskou frontu, na níž se odehrávaly kruté poziční boje v horách.[zdroj?] Na rozdíl od jiných front zde slovinští vojáci vzhledem k tomu, že bránili vlastní území, válčili s velkým nasazením. Z těchto pluků byla sestavena nová slovinská armáda, která bojovala s Rakušany o severní hranici Slovinska. V roce 1920 byly pluky začleněny do armády Království Srbů, Chorvatů a Slovinců.
29. října 1918 se území Slovinska stalo součástí Státu Slovinců, Chorvatů a Srbů, v jehož rámci se stalo autonomní zemí zahrnující část Kraňska, Dolní Štýrsko a jihovýchod Korutan.[zdroj?] 1. prosince 1918 se Stát Slovinců, Chorvatů a Srbů pod hrozbou italského postupu urychleně spojil se Srbským královstvím a vzniklo Království Srbů, Chorvatů a Slovinců v čele se srbskou dynastií Karađorđevićů. Rapallskou smlouvou z roku 1920 bylo potvrzeno, že se západní regiony moderního Slovinska (Gorice a Gradiška, sever Istrie a západní Kraňsko) staly součástí Itálie. V jižních Korutanech se v říjnu 1920 konalo referendum, v němž překvapivě zvítězila 59 % možnost setrvání v Rakousku. O připojení ke Slovinsku usilovaly některé slovinské skupiny na území uherského Zámuří, což se však do srpna 1919 nepodařilo realizovat.
V rámci Království Srbů, Chorvatů a Slovinců tvořilo Slovinsko provizorně autonomní zemi do roku 1921. První, tzv. Vidovdanská ústava Království Srbů, Chorvatů a Slovinců již s žádnou formou zemské autonomie nepočítala (Srbsko bylo zásadně proti jakékoliv decentralizaci), a tak po jejím přijetí Slovinsko jako politický útvar zaniklo a bylo do roku 1929 rozděleno mezi Lublaňskou a Mariborskou oblast.
V novém státě patřilo Slovinsko k hospodářsky nejrozvinutějším částem. Ve dvacátých letech se projevuje značná politická nestabilita, způsobená rozdílným politickým a hospodářským vývojem jednotlivých států. Propukají spory mezi Srby a Chorvaty. Slovinsko stojí v podstatě po celé meziválečné období stranou. V roce 1929 slovinský katolický politik Anton Korošec vytváří dočasnou vládu (radikálové, demokraté a klerikálové) – snaha o vytvoření trojfederace. Král Alexandr rozpouští parlament, nastoluje osobní diktaturu a mění správní rozdělení státu, přičemž na území Slovinska vzniká Drávská bánovina. Název státu se mění na Království Jugoslávie. V roce 1934 Alexandr umírá následkem atentátu ve Francii a za jeho nedospělého syna Petra II. pak vládnou regenti.
Meziválečná Jugoslávie umožnila rozvoj Slovinců, kteří se stali moderním samostatným národem a definitivně opustil koncept jednotného jihoslovanského národa. Naproti tomu v Itálii a Rakousku slovinská menšina upadala.

### Druhá světová válka (1939–1945)

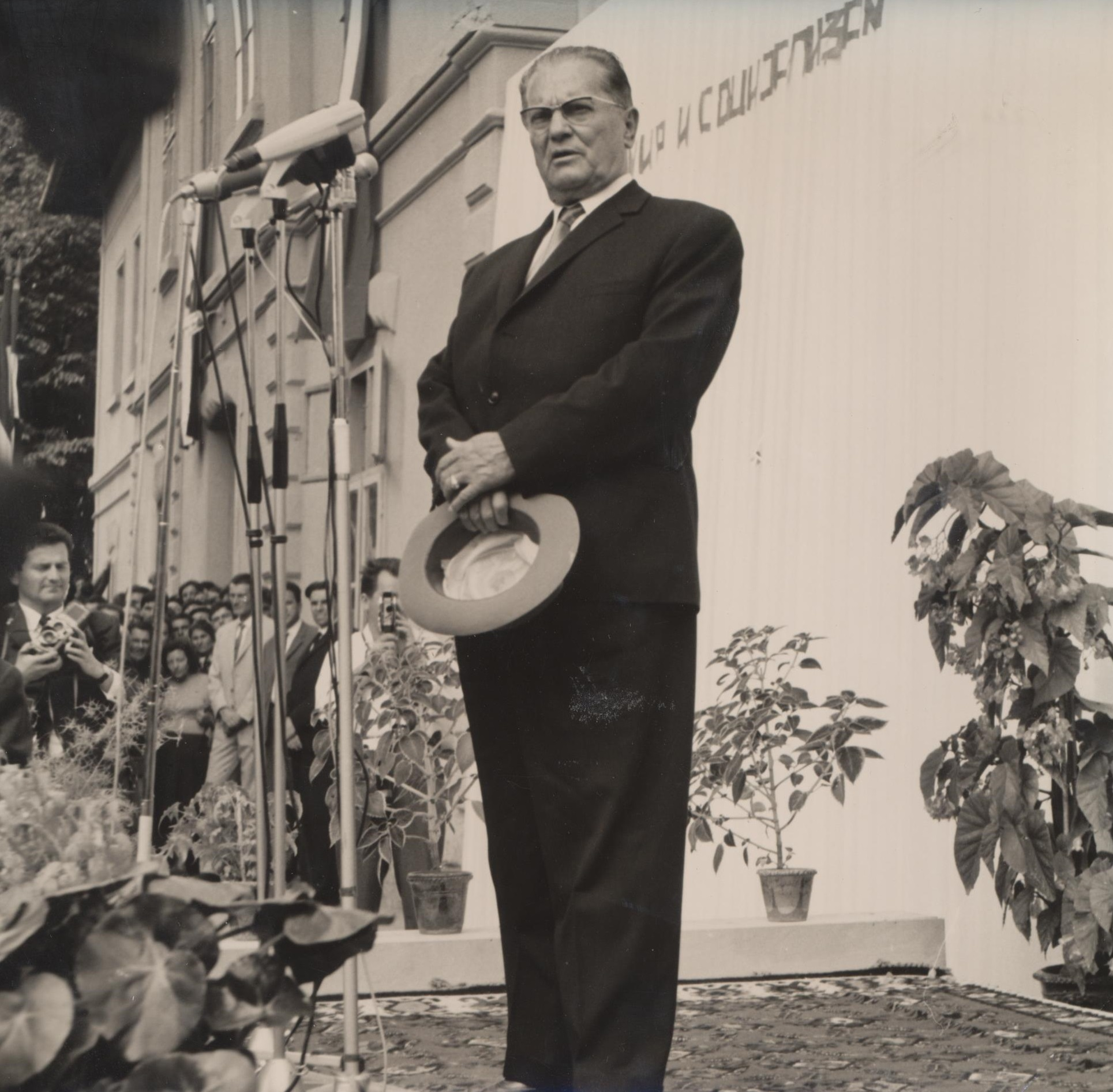
Josip Broz Tito v roce 1965.

Dne 6. dubna 1941 začal bez vypovězení války náletem na Bělehrad a některá další města německý útok na Jugoslávii. Slovinsko se ocitlo pod trojí okupací: Německa, Itálie a Maďarska.[zdroj?] Na německém okupačním území nastala germanizace a potlačování slovinštiny, plány na masové deportace Slovinců do Srbska se nakonec neuskutečnily. Podobně byla na Maďarskem obsazeném území uplatňovaná maďarizace. Na území pod italskou správou panoval mírnější režim včetně zachování slovinských škol a samosprávy.
Okamžitě se formuje Osvobozenecká fronta, do jejíhož vedení se dostává komunistická strana, která vyzývá k celonárodnímu povstání. V roce 1943 se objevuje tzv. Dolomitské prohlášení, ve kterém Osvobozenecká fronta uznává vedoucí úlohu komunistické strany. Dochází k útlumu domácího odboje a rozšíření protifašistických sil z oblasti dnešního Chorvatska a Bosny, které byly pod vedením KSJ. Vrchním velitelem národního osvobození je Josip Broz Tito, pozdější prezident poválečné Jugoslávie. Ve Slovinsku probíhaly boje až do 15. května 1945 (Korutany a Štýrsko),[zdroj?] celé slovinské území bylo přitom osvobozeno výhradně jugoslávskou armádou, která navíc obsadila další dosud italská území včetně Istrie a také část jižních Korutan a Terst, z těchto dvou území ji však západní spojenci donutili se stáhnout.

### Socialistické Slovinsko (1945–1990)
Listopadové volby komunistická strana zmanipulovala tak, aby získala v parlamentě rozhodující většinu, a 29. listopadu 1945 tak parlament zrušil monarchii a v Bělehradě vyhlásil Federální a lidovou republiku. Ta důsledně kopírovala sovětský model (znárodňování půdy nad 20 ha apod.).[zdroj?] Proběhly masové represe: vražděni byli navrácení členové domobrany, kteří uprchli na Brity okupovaná území, a ve zmanipulovaných procesech byli odsuzováni představitelé armády, církve, politci (např. skupina kolem Črtomira Nagodeho) i komunisté a partyzáni (tzv. dachauské procesy).
V poválečných letech byly upraveny hranice slovinské části Jugoslávie: sice byla zachována územní celistvost Rakouska, avšak Jugoslávii bylo vráceno Zámuří, dalmatské pobřeží včetně Istrie a území podél Soči. V Terstu a okolí bylo vyhlášeno Svobodné území Terst pod správou OSN, rozdělené na zóny A a B. Toto rozdělení nakonec určilo, která část připadne jednotlivým státům.
V roce 1948 se Tito dostal do sporu se Stalinem. V Jugoslávii proběhly čistky nespolehlivých kádrů, byly zřízeny koncentrační tábory pro politické vězně (ostrov Goli otok).[zdroj?] Po rozchodu se Sovětským svazem se dosud striktně sovětský model socialismu změnil na samosprávný socialismus, v němž se zaměstnanci podíleli na řízení podniků a podniky měly zastoupení ve zvláštních komorách parlamentů. Jugoslávie v té době stála zcela mimo dva ústřední politické tábory západu a východu a iniciovala vznik Hnutí nezúčastněných zemí.
Po celé období společného soužití jižních Slovanů v rámci Jugoslávie stálo Slovinsko poněkud stranou hlavního politického života, který se odehrávalo v Bělehradě. Tato malá země byla navíc z ekonomického hlediska největším přispěvatelem do společné jugoslávské pokladny a do tzv. Fondu pro nerozvinuté republiky, který sloužil pro zajišťování investic chudších svazových států.
Od konce 50. let nastal liberálnější vývoj, který trval až do počátku 70. let. Ke konci 60. let došlo ke krizi uvnitř komunistické strany, řada lidí byla odstraněna za své liberální a podnikatelské smýšlení.[zdroj?] Ve Slovinsku úspěšně reformoval hospodářství premiér Stane Kavčič, který kromě diverzifikace průmyslu prosadil větší orientaci na západní státy a větší využívání slovinštiny. Při sporu o výstavbu dálnice Šentilj-Gorica, týkajícím se přerozdělování financí chudším republikám, se postavil proti federální vládě, v důsledku čehož musel ze svých reforem slevit a později byl donucen odstoupit.
Dne 4. května 1980 umírá v Lublani prezident Josip Broz Tito.
Díky ústavě z roku 1974 získává Svazová republika Slovinsko další pravomoci, dochází k oslabení centrální vlády v Bělehradě. Definitivně je vyřešena i otázka ohledně italských hranic.
To na jednu stranu uspokojuje mnohé kruhy ve Slovinsku, které chtějí přiblížení k zemím Střední Evropy (hlavně pak k Rakousku), nicméně jen z části. V 80. letech se pak soužití ve společném státě stává čím dál tím méně fungujícím a onou poslední pomyslnou kapkou je vojenský soud se třemi novináři (Janez Janša aj.) z časopisu Mladina, který vede k nespokojenosti a volání po nezávislosti Slovinska. V zemi začínají vznikat liberalizační proudy; objevují se sdružení, která jsou předzvěstí nových politických stran a občanských iniciativ (například environmentalistická hnutí). Liberalizační směr ve Slovinsku dráždí Bělehrad, kde začínají panovat obavy ze snahy využít Slovinsko pro rozbití Jugoslávie, což přispívá k nárůstu nacionalistických tendencí.
Nástup Slobodana Miloševiće znamenal začátek centralizace moci v Jugoslávii. Velmi brzy získal jeho názorový proud převahu v Černé Hoře, Vojvodině a Kosovu. Ostře proti se však postavilo Slovinsko s Chorvatskem. Již na podzim 1989 brojil především srbský tisk proti Slovinsku a označoval jej za separatistickou zemi, kde hrozí kontrarevoluce (Slovinsko jako první svazová republika zrušilo komunistický monopol moci a ze svazu pracujícího lidu vznikla první opoziční strana). Hlavní spor se rozpoutal nejdříve kolem ústavních dodatků, které byly přijaty jako doplnění socialistické ústavy Slovinska, později po zakázaném mítinku Pravdy v Lublani 1. prosince zahájilo Srbsko ekonomickou blokádu Slovinska a rozpoutána byla nenávistná kampaň v tisku i televizi. Ve Slovinsku tak začalo být stále zřejmější, že existence v rámci jednotného jugoslávského státu není udržitelná. Zákaz dovozu slovinských produktů do zbytku Jugoslávie měl být odpovědí na vyhrocenou situaci, ve které bylo obyvatelstvo přesvědčeno, že Slovinci využívají SFRJ pouze jako levné odbytiště (první náznaky tohoto názoru se objevily již v Memorandu SANU na podzim 1986). Srbsko však tímto pouze poškodilo vlastní hospodářství.

### Od jugoslávského státu až do vstupu do Evropské unie a současnosti (od 1990)
V září 1989 byla upravena republiková ústava, takže mohly být v dubnu následujícího roku konány první poválečné svobodné volby na území Slovinska. V nich byl Milan Kučan, předseda slovinských komunistů, který na 14. kongresu prosazoval větší samostatnost jednotlivých svazových republik, zvolen prezidentem. Demokratický blok DEMOS v čele s Jožem Pučnikem, který tyto volby inicioval, byl poražen, další nové strany (celkem kandidovalo 14 uskupení), například Socialistická strana, zcela propadly. Naproti tomu v souběžných volbách do skupštiny DEMOS přesvědčivě zvítězil.
V roce 1990 se slovinská delegace naposledy zúčastnila sjezdu Svazu komunistů Jugoslávie. Dne 2. července téhož roku deklarovala slovinská skupština svrchovanost Slovinska ještě v rámci Jugoslávie, ale s vlastní zahraniční politikou a obranou[zdroj?] a nadřazeností vlastních zákonů nad federálními.
23. prosince téhož roku bylo vyhlášeno referendum, kde se 88 % Slovinců vyslovilo pro nezávislost své země. V první polovině roku 1991 probíhala intenzivní jednání představitelů všech jugoslávských republik ohledně budoucího uspořádání země. S výjimkou zástupců Srbska a Černé Hory byla podporována myšlenka konfederace, nebo volného soustátí; společenství suverénních a nezávislých států. Nezbytnost vyjednávat zdůraznily i západoevropské země. Protože však byly jednotlivé představy zúčastněných stran značně odlišné, docházelo k pokroku buď jen velmi pomalu, nebo vůbec. V souvislosti s tím oznámila slovinská vláda, že nedojde-li k pokroku, vyhlásí republika dne 26. června 1991 nezávislost na SFRJ.
25. června 1991 slovinský parlament nezávislost oficiálně vyhlásil. Ještě během večera republika zajistila kontrolu nad svým územím a na novou hranici s Jugoslávií (tedy svazovou republikou Chorvatsko) byly vyslány policejní kontroly. Ve snaze znesnadnit reakci zbylých pěti republik SFRJ tak učinil slovinský parlament o den dříve. Slovinské vedení očekávalo, že podle neformální dohody se Záhřebem se ve stejný den odtrhne i Chorvatsko, což zvýší význam celého uvedeného kroku.
Západoevropské země vnímaly tento krok s nesouhlasem; obsazení hraničních přechodů vnímaly jako použití síly a jako pokus prohloubení již tak značné jugoslávské krize.
Takovou situaci samozřejmě federální vedení státu nechtělo připustit a tak bylo rozhodnuto o vojenské akci na území Slovinska s cílem udržet jednotný stát. Ústava z roku 1974 neměla jasně formulovaný text ohledně práva opuštění svazku, což se stalo předmětem sporů o interpretaci legálnosti aktu odtržení. Právo na odtržení bylo zajištěno jednotlivým národům, nikoliv však republikám.
Jugoslávská lidová armáda se svými jednotkami překročila hranice Slovinska dne 27. června, kde se střetla s jednotkami slovinské teritoriální obrany a domobrany. Po deseti dnech bojů byla podepsána Brionská dohoda a jugoslávská armáda se ze slovinského území stáhla.[zdroj?] Ljubljana však musela na tři měsíce osamostatnění pozastavit; po jejich uplynutí vyhlásila 8. října nezávislost znovu. V prosinci 1991 Německo deklarovalo, že nový stát uzná. Dne 13. ledna 1992 bylo Slovinsku znáno jako prvním státem po Chorvatsku Vatikánem, o dva dny později jej následovaly státy Evropského společenství včetně Německa a později další.
Republika Slovinsko (úřední název) se postupně stala členem důležitých evropských a světových společností. Zatímco ostatní republiky bývalé Jugoslávie se potýkaly s národnostními a etnickými nepokoji, hospodářská situace Slovinska se stále zlepšovala. V polovině 90. let vláda prohlásila, že její prioritou je vstup země do EU, rozhovory o přistoupení začaly v roce 1998 a skončily o čtyři roky později.
V březnu 2003 občané Slovinska v referendu odhlasovali přidružení své země do NATO a EU. Slovinsko se 29. března 2004 stalo členským státem NATO a 1. května 2004 vstoupilo do Evropské unie. Od 1. ledna 2007 zavedlo společnou evropskou měnu euro a v první polovině roku 2008 jako první postkomunistická země předsedalo Evropské unii.